# Tura (Meghalaya)
Tura es una localidad de la India, centro administrativo del distrito de West Garo Hills, en el estado de Meghalaya.

## Geografía
Se encuentra a una altitud de 373 m s. n. m. a 306 km de la capital estatal, Shillong, en la zona horaria UTC +5:30.

## Demografía
Según estimación 2010 contaba con una población de 71 598 habitantes.